# Справедливий обмін?
«Справедливий обмін?» (англ. Fair Exchange?) — науково-фантастичне оповідання американського письменника Айзека Азімова, опубліковане восени 1978 року в журналі Asimov's SF Adventure Magazine. Оповідання ввійшло до збірки «Вітри перемін та інші історії» (1983).

## Сюжет
Вчений, поціновувач талантів Гілберта та Саллівана, здійснив темпоральне перенесення своєї свідомості у минуле, щоб ментально вплинути на особу з того часу, і заставити її викрасти втрачену тепер партитуру їхньої першої опери «Феспіс».
При поверненні в свій час, вчений виявляє, що у зміненому теперішньому часі партитура не є втраченою, але його дружина Мері рік тому загинула у автомобільній катастрофі.